# Bourgoinrana perinetana
Bourgoinrana perinetana is een halfvleugelig insect uit de familie schuimcicaden (Cercopidae). De wetenschappelijke naam van deze soort is voor het eerst geldig gepubliceerd in 1957 door Synave.